# Lycaena webbi
Lycaena webbi är en fjärilsart som beskrevs av Tutt 1906. Lycaena webbi ingår i släktet Lycaena och familjen juvelvingar. Inga underarter finns listade i Catalogue of Life.